# Love Piece
Love Piece es el cuarto álbum original de estudio de la cantautora japonesa Ai Otsuka. Es lanzado el día 26 de septiembre del año 2007 bajo el sello avex trax.

## Información
Tras dos años después de haberse lanzado su anterior disco de estudio, este álbum contiene todos los sencillos lanzados por Otsuka lanzados desde "Frienger" en abril del 2006 hasta "PEACH/HEART" de julio del 2007. Es el primer álbum que contiene trabajos de un periodo tan extenso de tiempo, y en total hacen 5 temas que anteriormente fueron lanzados, y los demás son todos temas inéditos.
En el DVD del álbum será incluido también material nuevo, como es usual en el material audiovisual de los álbumes anteriores de la cantante. Aquí se incluirá el video musical de "HEART", originalmente parte del sencillo PEACH/HEART lanzado anteriormente, pero que no fue incluido en éste, y tampoco fue mostrado al público antes de anunciarse que sería incluido en el álbum (en el DVD). Lo mismo pasó en el anterior disco de Ai, y el tema "Bīdama". Tambiéns será incluido un video musical nuevo de la canción "U-Boat", presente en el anterior disco LOVE COOK, y el video musical de "Kumuri Uta", nuevo tema que será utilizado como la principal promoción para el disco, y el único tema nuevo que contará con difusión radial y por televisión. El video musical de "U-Boat" sólo es incluido en primeras ediciones del álbum, y en las ediciones regulares sólo serán incluidos los otros dos videos.

## Lista de canciones
Todas las canciones escritas y compuestas por Ai Otsuka, fueron arregladas por Ai×Ikoman. 
| CD  |                                |          |  |
| N.º | Título                         | Duración |  |
| 1.  | «Mirai Taxi (未来タクシー?)»   | 4:10     |  |
| 2.  | «Yumekui (ユメクイ?)»          | 5:18     |  |
| 3.  | «Mackerel's Canned Food»       | 4:23     |  |
| 4.  | «PEACH»                        | 4:12     |  |
| 5.  | «Kumuri Uta (クムリウタ?)»     | 4:59     |  |
| 6.  | «Hoshi no Tango (星のタンゴ?)» | 2:54     |  |
| 7.  | «Katorisenkō (蚊取線香?)»      | 2:07     |  |
| 8.  | «Frienger (フレンジャー?)»     | 3:48     |  |
| 9.  | «CHU-LIP»                      | 3:58     |  |
| 10. | «HEART»                        | 4:50     |  |
| 11. | «Renai Shashin (恋愛写真?)»    | 5:00     |  |

| DVD |                                         |                   |          |  |
| N.º | Título                                  | Director(es)      | Duración |  |
| 1.  | «Kumuri Uta (クムリウタ?)» (Music Clip) | Shunji Iwai       |          |  |
| 2.  | «HEART» (Music Clip)                    | Yukihiko Tsutsumi |          |  |
| 3.  | «U-Boat (U-ボート?)» (Music Clip)       |                   |          |  |

- Datos: Q1142560